# Svante Skoglund
Svante Albert Skoglund, född 16 februari 1960, är en svensk lärare, läromedelsförfattare och översättare. Han har sedan början av 1990-talet skrivit en rad läromedel i svenska, engelska och historia för Gleerups. Skoglund översätter både skönlitteratur och facklitteratur från engelska och danska. Bland de författare vars verk han översatt märks Tom Clancy, Robert Harris och Harlan Coben.